# Marcgraviaceae
Marcgraviaceae — неотропічна родина покритонасінних рослин порядку Ericales. Представники родини — чагарники, деревні епіфіти та ліани з черговими перисто-розрізаними листками. Квітки зібрані в китиці. Квітки супроводжуються видозміненими, м’ясистими, мішкоподібними приквітками, які виділяють нектар. Квітки п'ятичленні. Плоди — коробочки.

## Роди
- Marcgravia — (≈ 65 видів): Південна Мексика, Мезоамерика, Південна Америка, Антильські острови
- Marcgraviastrum — (15 видів): Південна Нікарагуа до Перу, Болівія плюс 2 види в Східній Бразилії
- Norantea — (2 види): Карибський і Амазонський басейни на північному сході Південної Америки
- Ruyschia — (9 видів): Мезоамерика, Північні Анди, Малі Антильські острови
- Sarcopera — (≈ 10 видів): Гондурас до Північної Болівії, Гаянське нагір'я
- Schwartzia — (≈ 15 видів): Коста-Рика через Анди на південь до Болівії, у Карибському басейні та 1 вид у Східній Бразилії
- Souroubea — (19 видів): Мексика до Болівії (відсутня на Антильських островах)